# 萧之楚
萧之楚（1897年3月4日—1958年2月23日），山东省菏泽市贾坊乡(现牡丹区吕陵镇)萧老家村人，国民革命军第二十六军中将军长。国大代表。

## 生平
1949年6月赴台，任战略顾问。

## 纪念
荷兰驻中华民国大使馆旧址：2012年成为江苏省文物保护单位。位于南京市鼓楼区老菜市口8号。1947年初萧之楚把该宅院卖给荷兰政府。
菏泽市牡丹区“肖氏民居”（萧家大院）：2009年12月16日公布为“菏泽市文物保护单位”。为萧之楚在故乡建筑的豪宅，1936年落成。宅院总面积约660平方米。现为军分区干休所。

## 家人
子女11人。
- 次子：美籍华裔武侠小说作家萧逸，儿媳刘美清
  - 孙子：萧培宇、萧培寰、萧培伦
- 孙女：萧蔷，台湾演员